# Matrioska (romanzo di C. Comencini)
Matrioska è un romanzo di Cristina Comencini edito da Feltrinelli nel 2002 e classificatosi secondo al Premio letterario nazionale per la donna scrittrice.

## Trama
Antonia, famosa scultrice, anziana e obesa, porta dentro di sé tutte le donne che è stata e che emergono man mano nei colloqui con la sua interlocutrice, Chiara, giovane romanziera frustrata che si è avvicinata al giornalismo per disperazione.
Tra le due donne, le cui vite sono al contempo contrarie e vicine, si instaura a poco a poco una relazione intensa, che invade la sfera privata della biografa.
Il romanzo si costruisce attorno alle sfide della creazione femminile, piena e potente in Antonia, a lungo ostacolata in Chiara.